# Stockelsdorf
Stockelsdorf est une commune d'Allemagne située dans l'arrondissement du Holstein-de-l'Est de l'État du Schleswig-Holstein, tout près de Lübeck.
Elle est connue pour son manoir de Stockelsdorf et sa manufacture de faïence qui exista de 1771 à 1786.

## Municipalité
Appartiennent à la commune, outre le village de Stockelsdorf, les villages d'Arfrade, Curau, Dissau, Eckhorst, Horsdorf, Klein Parin, Krumbeck, Malkendorf, Obernwohlde et Pohnsdorf.

## Personnalités liées à la ville
- Erika Böhm-Vitense (1923-2017), astronome née à Curau.
- Georg Nicolaus von Lübbers (1724-1788), militaire mort à Stockelsdorf.

## Jumelages
- Le Portel (France) depuis le 26 mai 2002
- Okonek (Pologne) depuis le 26 mai 2002[1]